# Käthe Zhao
Käthe Zhao (chinesischer Name: 赵林克悌,  Zhào Línkètì; * im September 1906 in Berlin als Käthe Starkloff-Linke; † 26. April 2005 in Peking) war eine chinesisch-deutsche Professorin und Übersetzerin, die eine wichtige Rolle für die Germanistik in China spielte.

## Biografie
Käthe Zhao studierte in Berlin, Heidelberg und Göttingen Sprachwissenschaft, Geschichte und Philosophie. Anfang der 1930er Jahre traf sie in Berlin David Daube, der sie heiraten wollte. Er widmete ihr später zwei Artikel: Ancient Hebrew Fables und Two Jewish Prayers. Sie heiratete Zhao Xilin 赵锡霖 („Wilhelm Zhao“), den Ersten Sekretär der chinesischen Botschaft in Berlin, und ging nach China. 1935 schloss sie ihr Studium mit einem Doktorat ab. Nach Adolf Hitlers Machtübernahme half sie, jüdische Kinder zu verstecken und ins Ausland zu bringen, und wurde dafür verhaftet und eingesperrt. Sie überlebte mit Hilfe von Freunden und ging 1947 mit ihrem Mann und einer Tochter nach China.
Von 1947 bis 1954 war sie zunächst Assistenzprofessorin an der Peiyang-Universität in Tianjin (天津北洋大学) und an der Tsinghua-Universität. 1952 wurde sie als Vertreterin der Belegschaft der Tsinghua-Universität von Zhou Enlai empfangen.
1954 wurde Käthe Zhao Professorin für Deutsch am Institut für westliche Sprachen der Peking-Universität (北京大学西语系). Ihre Kollegen an der Peking-Universität waren u. a. die chinesischen Germanisten Feng Zhi 冯至, Yang Yezhi 扬业治 und Tian Dewang 田德望 sowie die Deutsche Maria Tan 谭玛丽 und der Österreicher Walther Zeißberger 蔡思克. Zu ihren Schülern zählt Ma Wentao 马文涛, der heute Professor für Germanistik an der Peking-Universität ist.
In den 1950er Jahren nahm Käthe Zhao die chinesische Staatsbürgerschaft an.
Ab 1967 arbeitete sie neben ihrer Lehrtätigkeit am Fremdsprachenamt der Volksrepublik China, vor allem als Übersetzerin für den Verlag für fremdsprachige Literatur und die Peking Rundschau. Dort war u. a. an der Übersetzung der Ausgewählten militärischen Schriften von Mao Zedong (《毛泽东军事文选》) und an der Herausgabe der China-Buchreihe (《中国基本情况》) beteiligt. 1987 emeritierte sie. 1992 verlieh der Staatsrat der Volksrepublik China Käthe Zhao den Nationalpreis (国家特殊津贴).
Käthe Zhao beherrschte neben ihrer Muttersprache auch Englisch, Französisch, Russisch, Italienisch, Spanisch, Latein und Griechisch. Sie arbeitete an zahlreichen Übersetzungen aus dem Chinesischen und aus dem Englischen und publizierte mehrere Deutsch-Lehrbücher.
Käthe Zhao starb im Alter von 99 Jahren in Peking.

## Werke
- Altchinesische Fabeln. Aus dem Chinesischen von Käthe Zhao und Senta Lewin. Reclam, Leipzig 1963; Röderberg, Frankfurt am Main 1972 (Nachwort von Eva Müller, zahlreiche weitere Auflagen).
- Institut für Geschichte der Naturwissenschaften [中国科学院自然科学史研究所] (Hrsg.): Wissenschaft und Technik im alten China. Aus dem Chinesischen von Käthe Zhao. Birkhäuser, Basel/Boston/Berlin 1989, ISBN 3-7643-1951-8 (in Zusammenarbeit mit Hsi-lin Zhao [Zhao Xilin]).
- Xu Shumin (Hrsg.), Käthe Zhao: China-Buchreihe. / 《中国基本情况》. Band 3: Politik. Verlag für fremdsprachige Literatur, Peking 1986.
- Käthe Zhao, Qiu Chongren 邱崇仁 (Hrsg.): Lehrbuch für naturwissenschaftlich-technisches Deutsch. / 《科学技术德语课本》. Shangwu yinshuguan 商务印书馆, Peking 1965, ²1978.
- Grundkurs der chinesischen Sprache. / 《基础汉语课本》 (Deutsche Übersetzung von Käthe Zhao), Peking: Verlag für fremdsprachige Literatur, 1981 (Lehrbuch für Studenten am Beijinger Sprachinstitut und im Ausland).
- Marie-Luise Latsch: Peking Opera As a European Sees It. New World Press, Peking 1980 (Aus dem Englischen von Dora Bradenberger und Käthe Zhao).
- Altchinesische Spruchweisheit. / 《中国古代寓言》. Verlag für fremdsprachige Literatur, Peking  2005 (Aus dem Chinesischen von Käthe Zhao, illustriert von Feng Zikai 丰子恺).
- Gan Bao 干宝: Der Mann, der einen Geist verkaufte. / Sou shen ji 《搜神记》. Aus dem Chinesischen von Käthe Zhao. Verlag für Fremdsprachige Literatur, Peking 1984.
- Hu Djia: Peking gestern und heute. Aus dem Chinesischen von Käthe Zhao. Verlag für fremdsprachige Literatur, Peking  1957.